# Sarita Choudhury

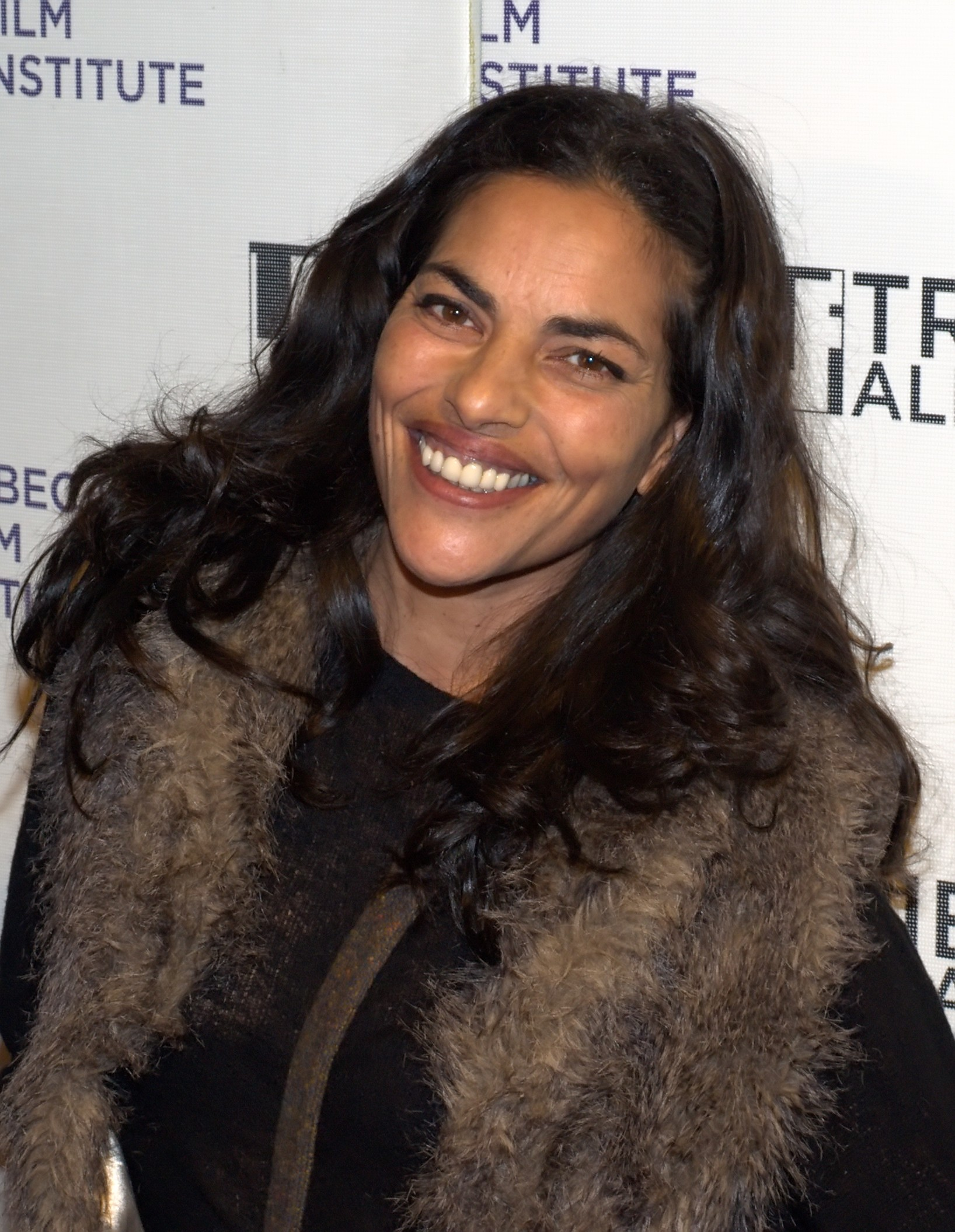
Sarita Choudhury auf dem Tribeca Film Festival 2010

Sarita Catherine Louise Choudhury (* 18. August 1966 in London) ist eine britische Schauspielerin.

## Leben und Karriere
Die Eltern von Sarita Choudhury, Prabhas Chandra Choudhury und Julia Patricia Spring, heirateten 1964 in Jamaika. Choudhury hat zwei Brüder; sie wuchs in Jamaika, Mexiko und Italien auf. Sie studierte Wirtschaftswissenschaften an der Queen’s University in Ontario.
Choudhury debütierte im Film Mississippi Masala (1991), in dem sie neben Denzel Washington eine der Hauptrollen spielte. Im Filmdrama Das Geisterhaus (1993) agierte sie neben Meryl Streep, Glenn Close, Jeremy Irons, Winona Ryder und Antonio Banderas. In Fresh Kill (1994) mimte sie die Hauptrolle. Im Film Der Tod hinter der Maske (1995) spielte sie an der Seite von Raúl Juliá, Laura Dern und Vanessa Redgrave. Im Thriller Ein perfekter Mord (1998) übernahm sie neben Michael Douglas, Gwyneth Paltrow und Viggo Mortensen eine der größeren Rollen. Zwischen 2011 und 2020 war sie in Homeland in 20 Folgen zu sehen.

## Filmografie (Auswahl)
- 1991: Mississippi Masala
- 1992: Wild West
- 1993: Das Geisterhaus (The House of the Spirits)
- 1994: Fresh Kill
- 1995: The Perez Family
- 1995: Der Tod hinter der Maske (Down Came a Blackbird, Fernsehfilm)
- 1996: Kama Sutra: A Tale of Love
- 1998: Ein perfekter Mord (A Perfect Murder)
- 1999: Gloria
- 2000: Come On
- 2002: Just a Kiss
- 2003: Es bleibt in der Familie (It Runs in the Family)
- 2006: Das Mädchen aus dem Wasser (Lady in the Water)
- 2009: Kings (Fernsehserie, 6 Episoden)
- 2010: Good Wife (The Good Wife, Fernsehserie, Episode 01x20)
- 2011–2017: Homeland (Fernsehserie, 20 Folgen)
- 2012: Threesome – Eine Nacht in New York (Generation Um...)
- 2012: BMW – Bombay's Most Wanted
- 2013: Innocence
- 2014: The Disinherited
- 2014: Learning to Drive – Fahrstunden fürs Leben (Learning to Drive)
- 2014: Die Tribute von Panem – Mockingjay Teil 1 (The Hunger Games: Mockingjay – Part 1)
- 2015: Die Tribute von Panem – Mockingjay Teil 2 (The Hunger Games: Mockingjay – Part 2)
- 2015–2016: Blindspot (Fernsehserie, 5 Episoden)
- 2016: Ein Hologramm für den König (A Hologram for the King)
- 2017: After Louie
- 2017: The Last Photograph
- 2018: The Path (Fernsehserie, 13 Episoden)
- 2018: Instinct (Fernsehserie, 2 Episoden)
- 2018: Strangers (Fernsehserie, 3 Episoden)
- 2019: Marvel’s Jessica Jones (Fernsehserie, 7 Episoden)
- 2019: Modern Love (Fernsehserie, Episode 1x04)
- 2020: Kleine Feuer überall (Little Fires Everywhere, Miniserie, 3 Episoden)
- 2020: Evil Eye
- 2021: Law & Order: Special Victims Unit (Fernsehserie, 22x12)
- 2021: After Yang
- 2021: The Green Knight
- 2021–2025: And Just Like That … (Fernsehserie)
- 2024: Fallout (Fernsehserie)